# Ordem de São José
A Ordem de São José (Ordine di San Giuseppe, em italiano) foi instituída em 1807 pelo Grão-Duque Fernando III da Toscana durante seu reinado ducal como Grão-duque de Würzburg. A ordem foi convertida em ordem dinástica da Casa de Habsburgo-Lorena em 1817.
A constituição desta ordem só foi promulgada no mês de março de 1817, tendo no entanto sido sujeita a alterações em agosto de 1817.
A ordem foi dividida um duas categorias, uma civil e outra militar, que actualmente se encontram extintas. A atribuição deste título honorifico é actualmente dado como recompensa por serviços à cultura da Toscânia e civilizacionais.
A Ordem encontra-se dividida em quatro níveis:
- Cavaleiros da Grande Cruz, atribuída até à data (2010), a 30 cavaleiros.
- Comandante, a até à data (2010) atribuída a 60 cavaleiros.
- Cavaleiros, a até à data (2010) atribuída a 55 cavaleiros.

Nesta contagem de atribuições são excluídos Soberanos, Chefes de Estado e Príncipes do Grão-Ducado, Casas Reais, Cardeais da Igreja Romana da Toscânia e Metropolitana e Arcebispos.
O número de mulheres membros desta ordem não pode exceder as 50, com excepção das Princesas do Grã-ducado e de outras Casas Reais, as esposas dos chefes de Estado e Damas da Ordem de Santo Estêvão.